# Charles Shufford
Charles Shufford (* 3. Februar 1973 in Martinsville, Virginia als Charles Lamont Shufford, Jr) ist ein US-amerikanischer Schwergewichtsboxer.

## Leben
Shufford hatte 35 Amateurkämpfe im Superschwergewicht (keine Bilanz verfügbar), schlug 1996 Lance Whitaker, verlor aber unter anderem gegen Joe Mesi.
Im Anschluss wurde der bewegliche Konterboxer Profi, wurde aber von Robert Davis deklassiert, der ihn auch am Boden hatte. Er wurde dann gegen den Amateurstar Lamon Brewster gematcht und punktete ihn überraschend aus. Ein weiterer bekannter Gegner, den er schlug, war der gefürchtete Puncher Jimmy Thunder, der aber schon lange auf dem absteigenden Ast war. Beide Gegner waren zum damaligen Zeitpunkt nicht Top 50 in der IWBR Computerrangliste. 
Daraufhin bekam er 2001 einen WBO-Titelkampf gegen Wladimir Klitschko war dort aber völlig überfordert und ging k. o. Im Anschluss verlor er gegen Lawrence Clay Bey nach Punkten, gegen Jameel McCline (TKO) und nach Punkten gegen Samuel Peter.
In Michael Manns Filmbiografie Ali übernahm Shufford 2001 die Rolle des George Foreman.